# Boston Dynamics
Boston Dynamics és una companyia nord-americana d'enginyeria i disseny de robòtica fundada a partir del Massachusetts Institute of Technology. L'empresa Google la comprà l'any 2013. La companyia es feu bastant coneguda arran del desenvolupament del robot quadrúpede dissenyat per a l'exèrcit nord-americà i amb el finançament de l'Agència d'Investigacions de Projectes Avançats de Defensa (DARPA) i DI-Guy, programari per a la simulació humana realista, sota el nom de BigDog. A principis de la història de la companyia, va treballar amb American Systems Corporation sota un contracte de la Naval Air Warfare Center Training Systems Division (NAWCTSD) per reemplaçar els vídeos d'entrenament naval per a operacions de llançament d'avions amb simulacions interactives d'ordinador 3D amb personatges DI-Guy. La companyia és pionera en el camp de la robòtica i és una de les més avançades del seu domini.

Galeria

Robots quadrúpedes de Boston Dynamics
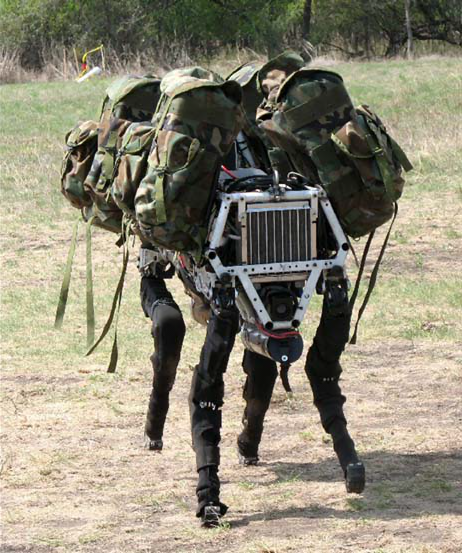
Robot quadrúpede BigDog
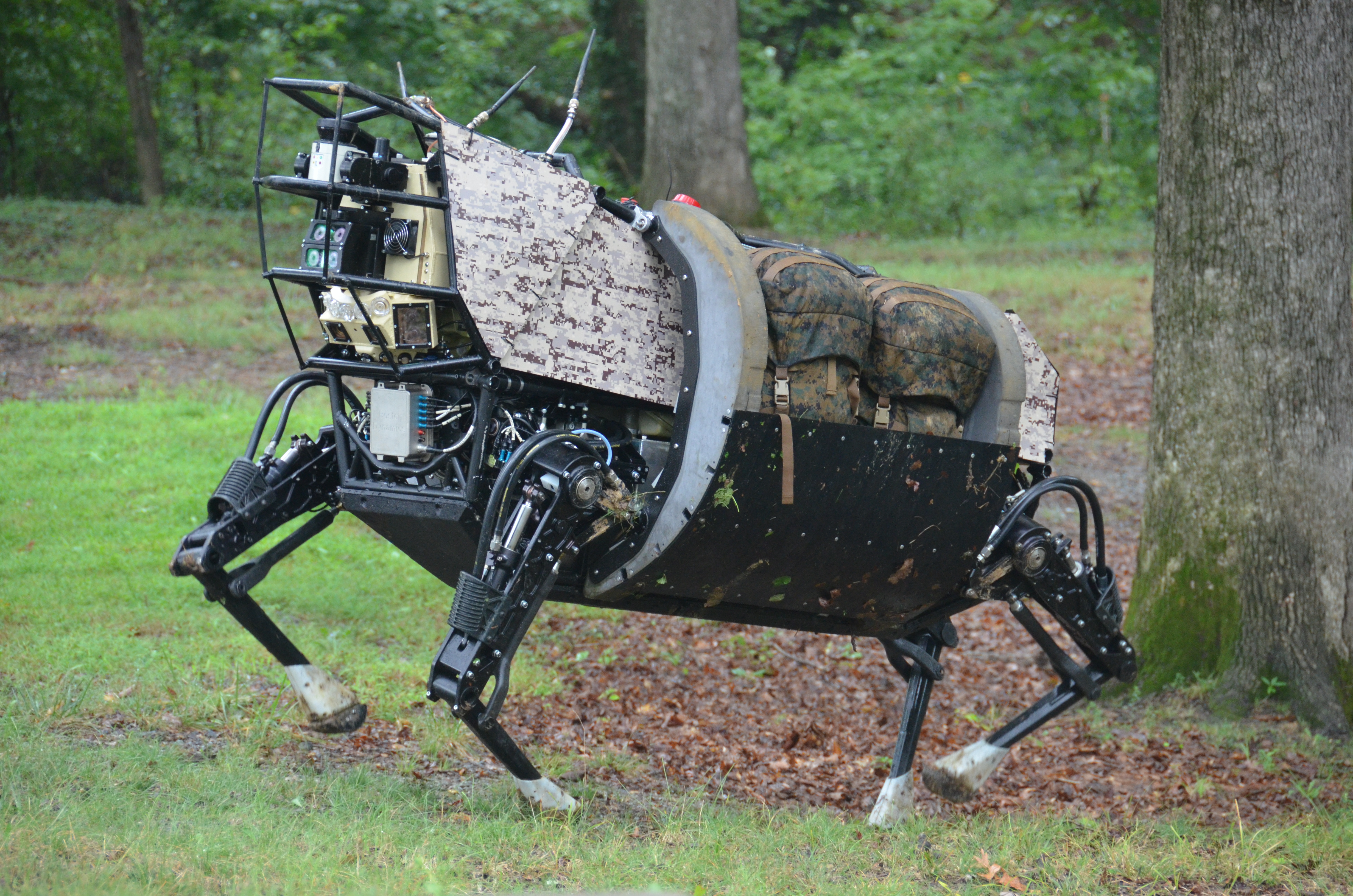
Prototip de robot Legged Squad Support System, 2021, imatge de DARPA
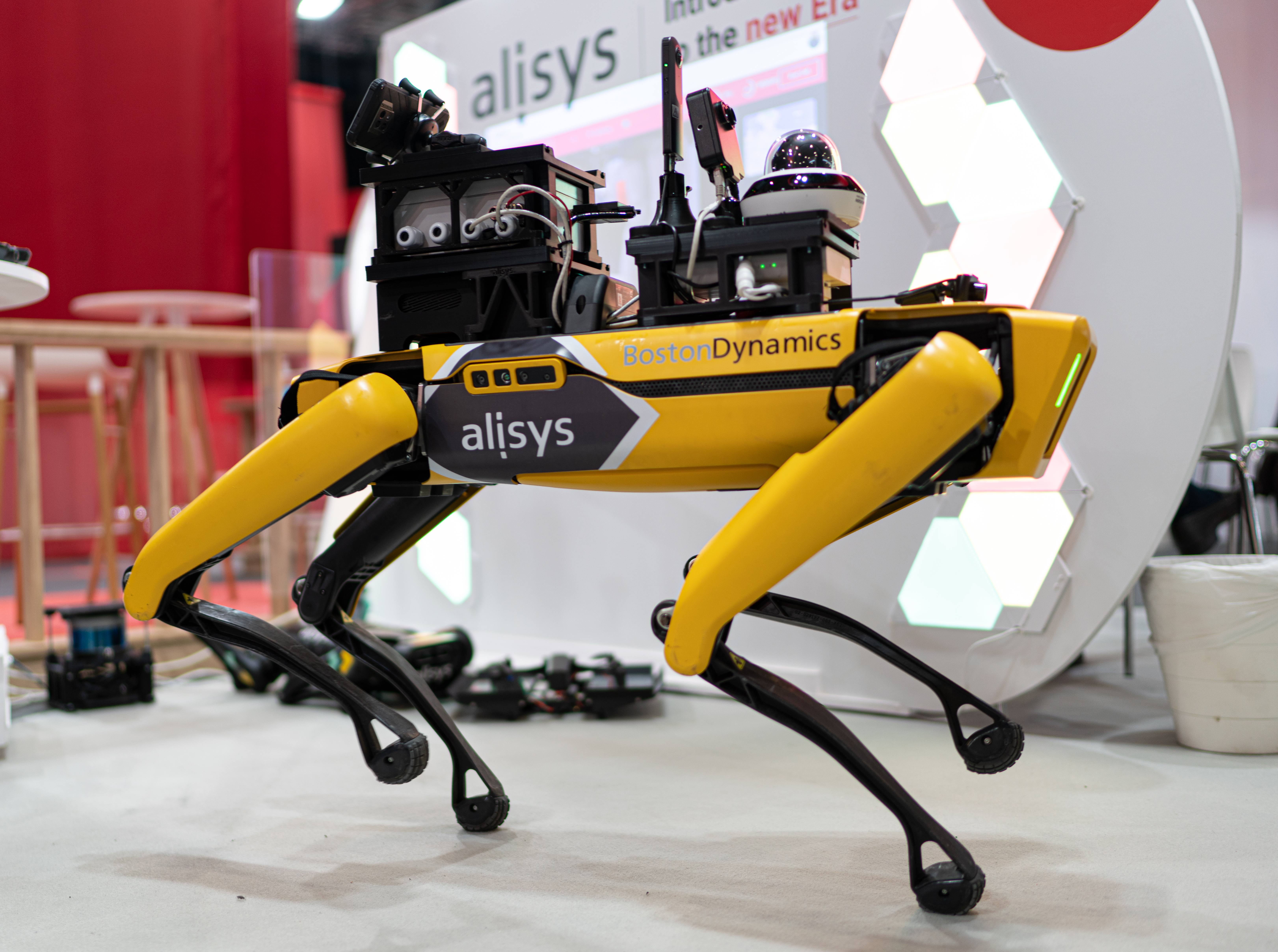
Robot SPOT de Boston Dynamics al GSMA Mobile World Congress 2021 (Barcelona)
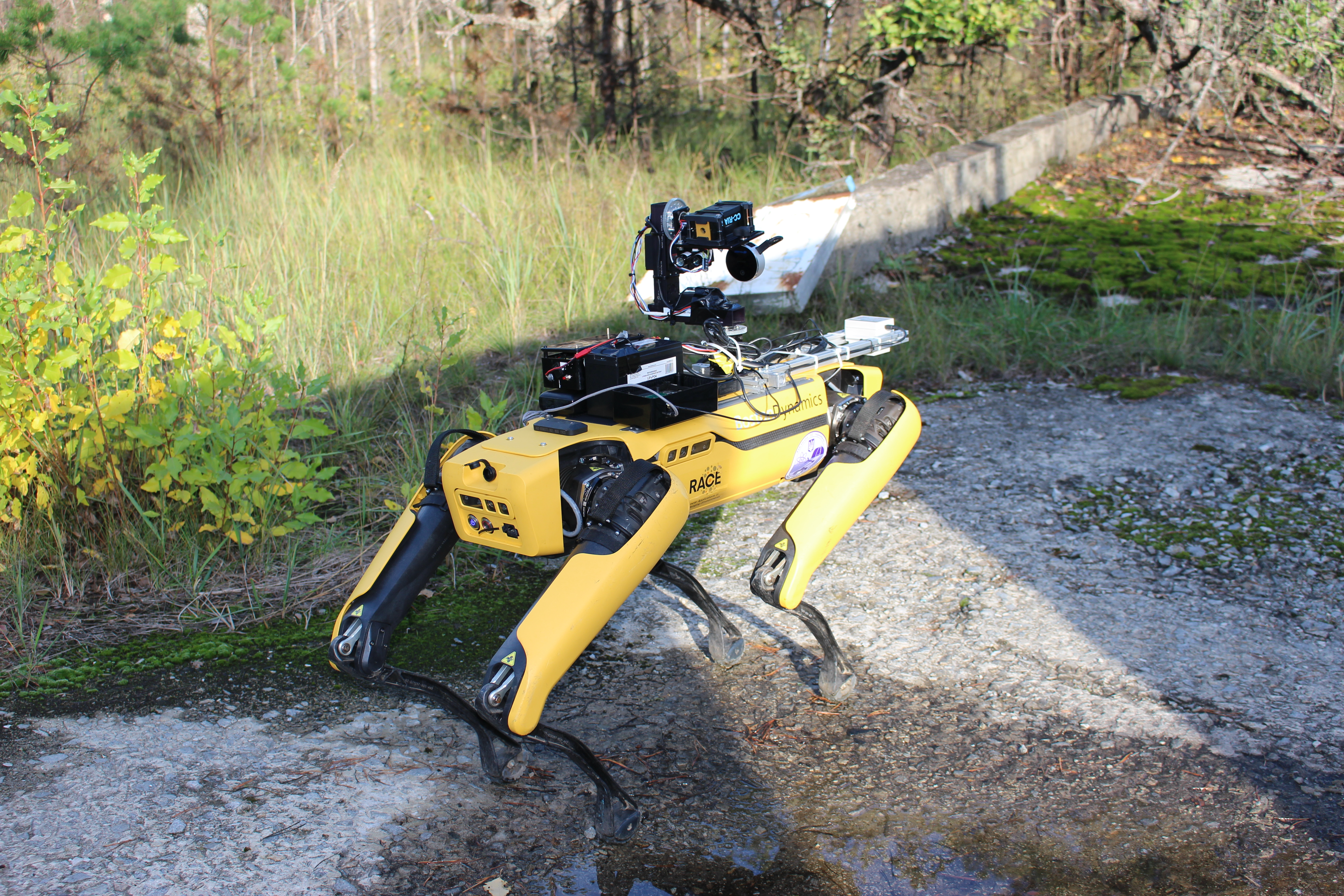
Detector de radiació basat en YanDavos CZT muntat al robot quadrípede SPOT de Boston Dynamics, desplegat a la zona d'exclusió nuclear de Txernòbil